# Camí de la forca
Camí de la forca (títol original en anglès: Along the Great Divide) és una pel·lícula estatunidenca dirigida per Raoul Walsh, estrenada el 1951. Ha estat doblada al català.

## Argument[2]
El marshal Merrick (K. Douglas) i els seus ajudants (R. Teal & J. Agar) impedeixen el penjament sense procés d'un sospitós, Keith (Walter Brennan), per a l'homicidi del fill d'un ranxer, Roden (M. Ankrum).
Merrick decideix portar Keith perquè sigui jutjat. El ranxer i el seu fill (J. Anderson) decideixen seguir-los per venjar el mort.
Els oficials de justícia van a casa de Keith, on troben la seva filla (V. Mayo), abans de marxar cap al jutge més proper. Atacats per la banda dels Roden, decideixen passar pel desert després d'haver capturat un altre fill de Roden.
Després de la mort dels seus ajudants, Merrick arriba davant el jutge. Els jurats pronuncien la culpabilitat de Keith i el seu penjament, però Merrick descobreix i denuncia el fill de Roden com l'assassí del seu germà.

## Repartiment
- Kirk Douglas: Len Merrick
- Virginia Mayo: Ann Keith
- Walter Brennan: Keith
- James Anderson: Dan Roden
- Ray Teal: L'ajudant Lou
- John Agar: L'ajudant Billy
- Morris Ankrum: Rancher Roden
- Hugh Sanders: Sam
- Charles Meredith: El jutge
- Lane Chandler: El xériff